# Candino
Candino je švýcarská hodinářská firma.

## Historie
Firma byla založena v roce 1947 Adolfem Flury-Hugem ve švýcarském kantonu Soleure. Poprvé byly její výrobky výrazněji prezentovány na Basel World v roce 1957. Do roku 2002 byla pouze malou a méně známou firmou. V roce 2002 byla firma Candino převzata firmou Festina a začal její rozvoj. Hodinky začaly být distribuovány v síti Festina jako lepší hodinky za přijatelnou cenu. Dnes je značka Candino zařazena do koncernu Festina-Lotus.

## Výrobky
Hodinky značky Candino jsou výrobkem švýcarské hodinářské firmy a jsou dokladem vysoké švýcarské technologie a úrovně zpracování. Hodinky Candino mohou nést označení Swiss made. Výroba hodinek je situována do Herbetswill ve švýcarském kantonu Soleure. Produkce je až 2500 hodinek denně. Firma zaměstnává 80 zaměstnanců.

## Sídlo firmy a továrny
Výrobním centrem firmy Candino je Herbetswil, ale hlavním sídlem firmy je švýcarské město Biel. Zde sídlí generální management.